# Lista de aparelhos com Firefox OS
O Firefox OS é um sistema operacional para dispositivos móveis. Esta página apresenta a lista de aparelhos que são vendidos, por todo o mundo, com o Firefox OS já instalado.

## Smartphones

### Alcatel Mobile (TCL)
| Nome                            | Modelo | Data de lançamento  | Versão | Resolução    | Tela (polegadas) | SoC                     | RAM    | ROM    | Câmera traseira (Mpx) | Câmera frontal (Mpx) | Peso  | Bateria (mAh) |
| ------------------------------- | ------ | ------------------- | ------ | ------------ | ---------------- | ----------------------- | ------ | ------ | --------------------- | -------------------- | ----- | ------------- |
| Alcatel OneTouch Fire (OT-4012) |        | 12 de Julho de 2013 | 1.0.1  | 320x480 HVGA | 3.5              | Qualcomm MSM7227A 1 GHz | 256 MB | 512 MB | 3.2                   |                      | 108 g | 1400          |
| Alcatel One Touch Fire C 2G     |        | Outubro 2014        | 1.3    | 320x480 HVGA | 3.5              | Spreadtrum SC68xx 1 GHz | 128 MB | 256 MB | 1.3                   |                      | 93 g  | 1000          |

### GeeksPhone
| Nome                    | Modelo | Data de lançamento  | Versão | Resolução    | Tela (polegadas) | SoC                                           | RAM    | ROM  | Câmera traseira (Mpx) | Câmera frontal (Mpx) | Peso  | Bateria (mAh) |  |
| ----------------------- | ------ | ------------------- | ------ | ------------ | ---------------- | --------------------------------------------- | ------ | ---- | --------------------- | -------------------- | ----- | ------------- |  |
| GeeksPhone Keon         |        | 24 de Abril de 2013 | 1.0.1  | 320x480 HVGA | 3.5              | Qualcomm Snapdragon S1 7225AB 1 GHz           | 512 MB | 4 GB | 3                     |                      | 119 g | 1580          |  |
| GeeksPhone Peak         |        | 24 de Abril 2013    | 1.0.1  | 960x540 qHD  | 4.3              | Qualcomm Snapdragon S4 8225 1.2 GHz dual-core | 512 MB | 4 GB | 8                     | 2                    | 119 g | 1800          |  |
| GeeksPhone Peak+        |        | Cancelado           | 1.1.0  | 960x540 qHD  | 4.3              | Qualcomm Snapdragon S4 8225 1.2 GHz dual-core | 1 GB   | 4 GB | 8                     | 2                    | 119 g | 1800          |  |
| GeeksPhone "Revolution" |        |                     |        |              |                  |                                               |        |      |                       |                      |       |               |  |

### LG Corp
| Nome       | Modelo | Data de lançamento    | Versão | Resolução    | Tela (polegadas) | SoC            | RAM    | ROM  | Câmera traseira (Mpx) | Câmera frontal (Mpx) | Peso  | Bateria (mAh) |
| ---------- | ------ | --------------------- | ------ | ------------ | ---------------- | -------------- | ------ | ---- | --------------------- | -------------------- | ----- | ------------- |
| LG Fireweb | D300   | 24 de Outubro de 2013 | 1.1.0  | 480x320 HVGA | 4.0              | Qualcomm 1 GHz | 512 MB | 4 GB | 5                     |                      | 125 g | 1540          |

### ZTE
| Nome       | Modelo | Data de lançamento | Versão | Resolução               | Tela (polegadas) | SoC                       | RAM    | ROM    | Câmera traseira (Mpx) | Câmera frontal (Mpx) | Peso  | Bateria (mAh) |
| ---------- | ------ | ------------------ | ------ | ----------------------- | ---------------- | ------------------------- | ------ | ------ | --------------------- | -------------------- | ----- | ------------- |
| ZTE Open   |        | 2 de Julho de 2013 | 1.0.1  | 320x480 HVGA            | 3.5              | Qualcomm MSM7225A 800 MHz | 256 MB | 512 MB | 3.2                   |                      | 120 g | 1200          |
| ZTE Open C |        | Maio 2014          | 1.3    | WVGA (480 × 800 Pixels) | 4                | Qualcomm Snapdragon 200   | 512 MB | 4 GB   | 3                     |                      | 124 g | 1400          |

### Huawei
| Nome          | Modelo | Data de lançamento         | Versão | Resolução | Tela (polegadas) | SoC                                  | RAM    | ROM  | Câmera traseira (Mpx) | Câmera frontal (Mpx) | Peso | Bateria (mAh) |
| ------------- | ------ | -------------------------- | ------ | --------- | ---------------- | ------------------------------------ | ------ | ---- | --------------------- | -------------------- | ---- | ------------- |
| Ascend Y300II | Y300II | Primeiro trimestre de 2014 | 1.2    | WVGA      | 4                | Qualcomm MSM8225 (?) dual-core 1 GHz | 512 MB | 4 GB | 5                     | 3                    |      | 1730?         |

### KDDI
| Nome | Modelo | Data de lançamento | Versão | Resolução               | Tela (polegadas) | SoC                     | RAM    | ROM   | Câmera traseira (Mpx) | Câmera frontal (Mpx) | Peso  | Bateria (mAh) |
| ---- | ------ | ------------------ | ------ | ----------------------- | ---------------- | ----------------------- | ------ | ----- | --------------------- | -------------------- | ----- | ------------- |
| Fx0  | Fx0    | Dezembro 2014      | 2.0    | HD (720 × 1,280 Pixels) | 4.7              | Qualcomm Snapdragon 400 | 1.5 GB | 16 GB | 8                     | 2.1                  | 148 g | 2,370 mAh     |

### Cherry Mobile
| Nome | Modelo | Data de lançamento | Versão | Resolução               | Tela (polegadas) | SoC               | RAM     | ROM     | Câmera traseira (Mpx) | Câmera frontal (Mpx) | Peso | Bateria (mAh) |
| ---- | ------ | ------------------ | ------ | ----------------------- | ---------------- | ----------------- | ------- | ------- | --------------------- | -------------------- | ---- | ------------- |
| ACE  | ACE    | Novembro 2014      | 1.3    | HVGA (320 × 480 Pixels) | 3.5              | Spreadtrum SC6821 | 128 MiB | 256 MiB | 2.0                   |                      |      | 1,100 mAh     |

### Zen Mobile
| Nome         | Modelo   | Data de lançamento | Versão | Resolução               | Tela (polegadas) | SoC               | RAM     | ROM     | Câmera traseira (Mpx) | Câmera frontal (Mpx) | Peso | Bateria (mAh) |
| ------------ | -------- | ------------------ | ------ | ----------------------- | ---------------- | ----------------- | ------- | ------- | --------------------- | -------------------- | ---- | ------------- |
| Zen 105 Fire | 105 Fire | Outubro 2014       | 1.3    | HVGA (320 × 480 Pixels) | 3.5              | Spreadtrum SC6821 | 128 MiB | 256 MiB | 2.0                   | 0.3                  | 320g | 1,200 mAh     |

## Tablet
Predefinição:Empty section

## Single-board computer

### VIA Technologies
| Nome      | Modelo | Data de lançamento | Versão | Resolução | Tela (polegadas) | SoC                                  | RAM         | ROM  | Câmera traseira (Mpx) | Câmera frontal (Mpx) | Peso | Bateria (mAh) |
| --------- | ------ | ------------------ | ------ | --------- | ---------------- | ------------------------------------ | ----------- | ---- | --------------------- | -------------------- | ---- | ------------- |
| APC Paper |        |                    |        |           |                  | VIA ARM Cortex-A9 @800 MHz processor | DDR3 512 MB | 4 GB |                       |                      |      |               |
| APC Rock  |        |                    |        |           |                  | VIA ARM Cortex-A9 @800 MHz processor | DDR3 512 MB | 4 GB |                       |                      |      |               |

## References
1. ↑  «Alcatel OneTouch Fire». 1.alcatelonetouch.com. Consultado em 24 de novembro de 2013
2. ↑  «ALCATEL ONETOUCH - India - Products - Smartphones - FIRE C 2G». 1.alcatelonetouch.com. Consultado em 5 de maio de 2015
3. ↑  «GeeksPhone Keon». Shop.geeksphone.com. Consultado em 24 de novembro de 2013. Arquivado do original em 1 de junho de 2013
4. ↑  «GeeksPhone Peak». Shop.geeksphone.com. Consultado em 24 de novembro de 2013. Arquivado do original em 17 de setembro de 2013
5. ↑  «Geeksphone Peak+ cancel announcement». geeksphone.com. Consultado em 3 de dezembro de 2013
6. ↑  «GeeksPhone "Revolution"». geeksphone.com. Consultado em 3 de dezembro de 2013
7. ↑  «LG Fireweb». Vivo.com. Consultado em 24 de novembro de 2013
8. ↑  «ZTE Open». Ztedevices.com. Consultado em 24 de novembro de 2013. Arquivado do original em 26 de setembro de 2013
9. ↑  «ZTE Open». Ztedevices.com. Consultado em 13 de janeiro de 2015
10. ↑  «Huawei Ascend Y300II Leaked with Firefox OS». Huaweinews. Consultado em 12 de novembro de 2013
11. ↑  «Fx0». KDDI. Consultado em 13 de janeiro de 2015. Arquivado do original em 27 de dezembro de 2014
12. ↑  «ACE». Cherry Mobile. Consultado em 13 de janeiro de 2015
13. ↑  «Zen 105 Fire». Zen Mobile. Consultado em 13 de janeiro de 2015
14. 1 2  «APC Announces Firefox OS» (PDF). Apc.io/files. Consultado em 24 de novembro de 2013